# 奈良県立吉野工業高等学校
奈良県立吉野工業高等学校（ならけんりつ よしのこうぎょうこうとうがっこう）は、かつて奈良県吉野郡吉野町にあった公立の高等学校である。1978年度より、県立高等学校再編により、吉野林業高等学校との合併により、吉野高等学校となる。

## 概要
- 奈良県立吉野工業高等学校は、豊富な吉野材の開発と有効利用のための技術者の養成を目指して、1904年に開校した吉野実業学校に始まる[1]。

## 沿革
- 1904年 - 吉野実業学校が創設される。
- 1948年 - 新制高等学校奈良県立吉野工業高等学校。同年9月1日、奈良県立吉野高等学校に改称。普通・建築・木材工業・土木の各科をおく。
- 1949年 - 1月8日、国栖分校を置く。
- 1950年 - 木材工業科を木材工芸科に改組。
- 1956年 - 開校当初と同じ奈良県立吉野工業高等学校に改名。普通科廃止。
- 1978年 - 吉野林業高等学校との合併により、吉野高等学校となる。奈良県立吉野工業高等学校として、最後の卒業生をおくる。奈良県立吉野高等学校本部となる。
- 1980年 - 川上校舎を統合する[2]。

## 学科
- 工業科
  - 全日制

## 卒業生
- 石井修 (建築家)
- 池田克己 (詩人）
- 阿美伊信 (建築家)
- 宮川美枝子(作家)

## 関連リンク
- 吉野高校